# Bergimus
Bergimus, il cui nome italianizzato è Bergimo, è una divinità della tribù celtica dei Cenomani.
Sono state ritrovate nella zona del bresciano are votive al culto di questa divinità.
Incerta la funzione che avesse Bergimus: dato che nelle lingue celtiche berg significa "capanna" e in quelle germaniche significa "monte" o "montagna", può essere la divinità delle case o dei monti. Anche il suo aspetto non è chiaro: in alcune rappresentazioni appare vestito con la toga, la tonaca e i capelli alla romana; ciò ha fatto pensare a qualche studioso come Bernard de Montfaucon che non possa trattarsi di Bergimus.
È stato ipotizzato un collegamento tra il nome della città di Bergamo e quello di Bergimus. Tuttavia, essendo il nome della città di Bergamo di etimo incerto, non è possibile essere più precisi su questo punto.